# Enguera
Enguera település Spanyolországban, Valencia tartományban. Enguera Anna, Ayora, Bolbaite, La Font de la Figuera, Mogente, Montesa, Valencia, Quesa, Vallada, Xàtiva, Chella, Valencia és Almansa községekkel határos. Lakosainak száma 4769 fő (2024).

## Népesség
A település népessége az utóbbi években az alábbiak szerint változott:
| Lakosok száma | 5068 | 5484 | 5762 | 5902 | 5903 | 5291 | 4926 | 4752 | 4770 | 4769 |
|               | 2001 | 2004 | 2007 | 2009 | 2012 | 2014 | 2017 | 2019 | 2022 | 2024 |